# Czaśniki
Czaśniki (biał. Чашнікі, Czaszniki; ros. Чашники, Czaszniki) – miasto na Białorusi w obwodzie witebskim, położone nad rzeką Ułłą. Centrum administracyjne rejonu czaśnickiego. W 2010 roku miasto liczyło 9200 mieszkańców.

## Historia
Miejsce dwóch znakomitych zwycięstw armii Wielkiego Księstwa Litewskiego nad armią rosyjską. Pierwsze z nich, czyli pierwsza bitwa pod Czaśnikami, miało miejsce 26 stycznia 1564 roku, a drugie, czyli druga bitwa pod Czaśnikami, 20 lipca 1567 roku.
18 lipca 1580 roku odbyła się tutaj narada wojenna polskich wojsk podczas wojny polsko-rosyjskiej. Dyskutowano o taktyce odcięcia Inflantów od ziem moskiewskich. Polacy mieli zacząć ofensywę od zdobycia rosyjskiej twierdzy Wielkie Łuki. Stamtąd zamierzano kontynuować działania w kierunku Pskowa.
Prywatne miasto szlacheckie położone było w końcu XVIII wieku w hrabstwie czaśnickim w województwie połockim.
Podczas okupacji hitlerowskiej, w lipcu 1941 roku Niemcy utworzyli getto dla żydowskich mieszkańców. Przebywało w nim około 2000 osób. 5 marca 1942 roku Niemcy zlikwidowali getto, a Żydów zamordowali na terenie getta oraz we wsi Trilesino. Sprawcami zbrodni byli żołnierze z oddziału Luftwaffe, SD oraz białoruska policja.

## Herb
Herb Czaśnik został ustanowiony 20 stycznia 2006 roku rozporządzeniem prezydenta Białorusi nr 36.

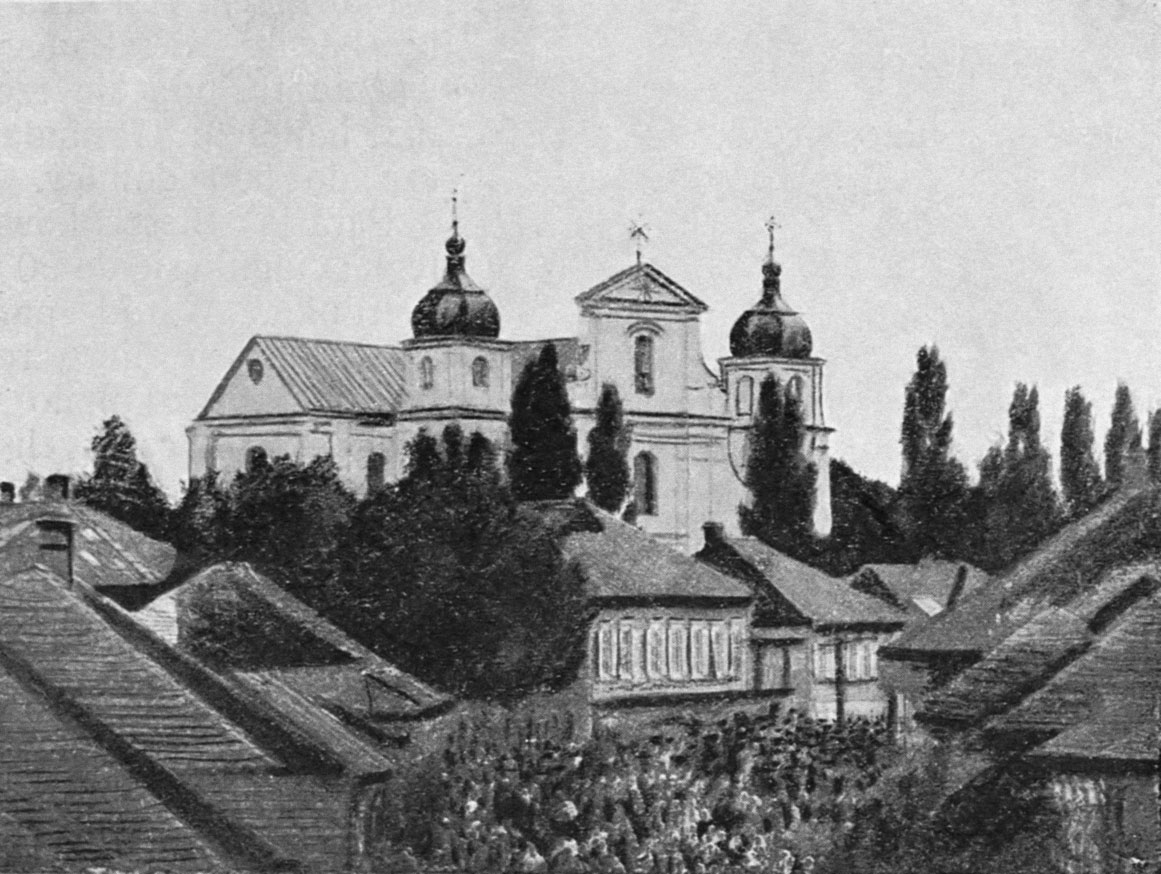
Nieistniejący kościół św. Łukasza i klasztor Dominikanów